# Liste du patrimoine immobilier classé de Fexhe-le-Haut-Clocher
Cette page regroupe l'ensemble du patrimoine immobilier classé de la commune belge de Fexhe-le-Haut-Clocher.
| Objet | Année de construction / Architecte | Adresse           | Section communale | Coordonnées                      | Numéro d’inventaire | Illustration |
| --- | ---------------------------------- | ----------------- | ----------------- | -------------------------------- | ------------------- | --- |
| Tumulus de Noville à Momalle (M) et ensemble formé par ce tumulus et la parcelle sur laquelle il se trouve (S) (+ REMICOURT/Noville) |                                    |                   | Noville           | 50° 40′ 01″ nord, 5° 22′ 51″ est | 64025-CLT-0001-01   | Tumulus de Noville à Momalle (M) et ensemble formé par ce tumulus et la parcelle sur laquelle il se trouve (S) (+ REMICOURT/Noville) |
| L'église Saint-Jean Baptiste (chœur roman, nef et tour)                                                                              |                                    |                   | Roloux            | 50° 38′ 58″ nord, 5° 23′ 44″ est | 64025-CLT-0002-01   | L'église Saint-Jean Baptiste (chœur roman, nef et tour)                                                                              |
| Maison Dachet (façade principale et toitures),                                                                                       |                                    | Rue de Liège n°96 | Voroux-Goreux     | 50° 39′ 15″ nord, 5° 25′ 44″ est | 64025-CLT-0003-01   | Maison Dachet (façade principale et toitures),                                                                                       |
| Le site archéologique du tumulus dit la Tombe de Noville à Momalle (+ REMICOURT/Noville)                                             |                                    |                   | Noville           | 50° 40′ 01″ nord, 5° 22′ 51″ est | 64025-PEX-0001-01   | Le site archéologique du tumulus dit la Tombe de Noville à Momalle (+ REMICOURT/Noville)                                             |